# دورفی کراسینگ (آریزونا)
دورفی کراسینگ (به انگلیسی: Durfee Crossing) یک منطقهٔ مسکونی در ایالات متحده آمریکا است که در آریزونا واقع شده‌است. دورفی کراسینگ ۱٬۸۸۳ متر بالاتر از سطح دریا واقع شده‌است.